# Ajami
Ajami (àrab: عجمي, ʿAjamī; hebreu: עג'מי‎) és una pel·lícula dramàtica àrab d'Israel de 2009. La seva trama es desenvolupa al barri Ajami a Jaffa, Israel. Va obtenir una gran quantitat de premis i reconeixements, entre els quals destaquen una nominació als Premis Oscar en la categoria de millor pel·lícula de parla no anglesa, un esment especial al Festival de Cinema de Canes i un Trofeu Sutherland al Festival de Cinema de Londres.

## Argument

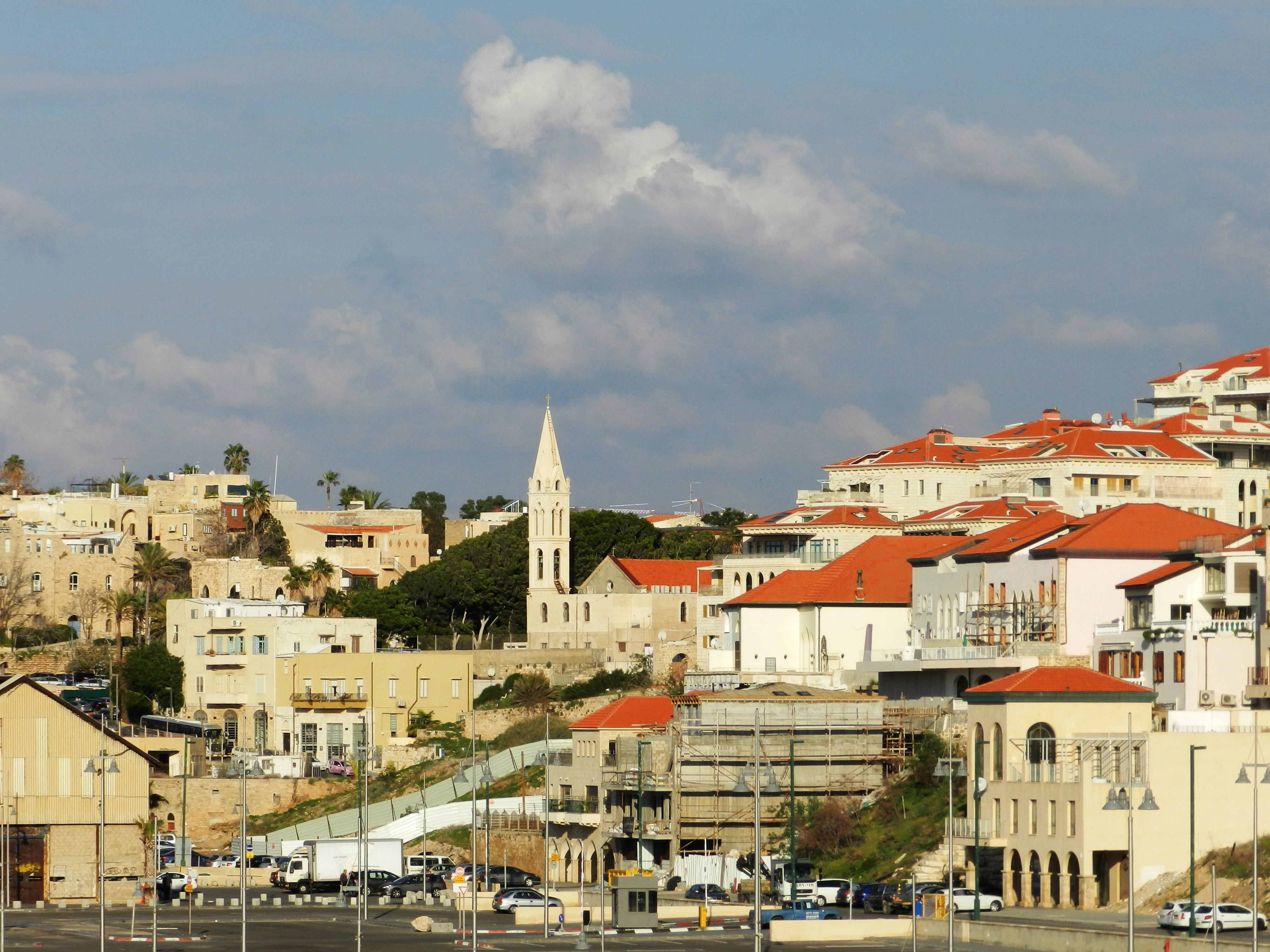
La història de la pel·lícula es desenvolupa en el barri d'Ajami a Jaffa.

La pel·lícula conté cinc línies narratives, cadascuna de les quals es presenta d'una manera no cronològica. Alguns esdeveniments es mostren diverses vegades des de diferents perspectives. Un jove àrab israelià, Nasri, que viu al barri d’Ajami a Jaffa, narra la pel·lícula.
En la primera història, el veí de Nasri, un adolescent, és assassinat a trets per un conegut clan beduí en un tiroteig mentre treballava en el seu automòbil. Nasri explica que l'objectiu previst era el seu germà major Omar, que anteriorment havia venut l'automòbil al seu veí. El cop fallit va ser la venjança per la pèrdua d'un dels membres del clan beduí, qui va rebre un tret i va ser paralitzat per l'oncle de Nasri en una disputa. Nasri i la seva germana petita són enviats a Jerusalem, mentre que Omar, la seva mare i el seu avi es queden. Tement per la seguretat de la seva família, Omar busca protecció i guia d'Abu Elias, un influent propietari d'un restaurant, i membre ben conegut i respectat de la comunitat de Jaffa.
La segona història presenta a un jove adolescent anomenat Malek que viu en el territori palestí de Nablus. Malek és un empleat il·legal en el restaurant d'Abu Elias, i treballa amb desesperació per a guanyar prou diners per a la cirurgia de trasplantament de medul·la òssia de la seva mare malalta.
La tercera història mostra una breu però violenta trobada entre un ancià jueu i els seus tres joves veïns àrabs que trafiquen amb drogues. La disputa comença quan l'home jueu es queixa als joves que no ha pogut dormir, pel fet que les seves ovelles el mantenen despert tota la nit. L'inconvenient aviat augmenta, i un dels joves apunyala l'home jueu. Els tres joves s'amaguen abans que arribi la policia. Entre els policies que arriben a l'escena hi ha un oficial israelià anomenat Dan, anomenat Dando pels seus amics. Els espectadors s'assabenten que el germà menor de Donant, Yoni, va desaparèixer durant el seu servei en les Forces de Defensa d'Israel.
En la quarta història, és presentat el personatge de Binj (que és interpretat pel codirector de la pel·lícula Scandar Copti), un cuiner excèntric que treballa en el restaurant d'Abu Elias. També és amic pròxim d'Omar, Shaata i Malek. Binj està enamorat d'una nena jueva de Tel Aviv i està pensant a mudar-se amb ella, per a consternació del seu grup d'amics. Es revela que el germà de Binj va ser un dels tres involucrats en l'apunyalament de l'home jueu a Jaffa. Tant Binj com el seu pare són detinguts i interrogats per la policia.
La cinquena història mostra la trobada entre Omar, Malek i els traficants de drogues. Cap al començament de la pel·lícula, als espectadors se'ls mostra l'escena, i inicialment se'ls fa creure que els narcotraficants han matat a trets a Malek, una vegada que han descobert que les drogues eren falses. No obstant això, posteriorment es revela que els comerciants eren en realitat policies que executaven una operació encoberta. També es revela que el germà menor d'Omar, Nasri, va insistir a acompanyar a Omar i Malek a la reunió, tement que una cosa dolenta li succeís al seu germà.

## Producció
La pel·lícula va ser escrita i dirigida per Scandar Copti (un palestí) i Yaron Shani (un jueu israelià), Ajami explora cinc històries diferents ambientades en un barri empobrit real, habitat per cristians i musulmans àrabs, de la metròpoli de Tel Aviv-Jaffa, anomenat Ajami. Els nombrosos personatges interpretats per actors no professionals donen a la història la sensació d'un documental. Els personatges àrabs parlen àrab entre ells, els personatges jueus parlen hebreu entre ells, i les escenes amb personatges tant àrabs com jueus són un retrat naturalista de personatges que utilitzen ambdues llengües, com ho farien a la vida real.
La pel·lícula va ser coproduïda per empreses franceses, alemanyes i israelianes: Inosan Productions, Twenty Twenty Vision, Israel Film Fund, Medienboard Berlin-Brandenburg, ZDF, Arte i el World Cinema Fund.

## Recepció
La pel·lícula té un 97% de rànquing aprovatori en el lloc web Rotten Tomatoes, basat en 64 ressenyes amb un ràting mitjà de 7.7 sobre 10. A Israel la pel·lícula va ser ben rebuda, guanyant un premi Ophir en la categoria de millor pel·lícula, derrotant a la guanyadora del Lleó d'Or Lebanon. Ha estat comparada amb les primeres pel·lícules de Pier Paolo Pasolini i amb produccions recents com Cidade de Deus i Gomorra.
Ajami va ser la primera pel·lícula en idioma àrab presentada per Israel per a participar en els Premis Oscar en la categoria de millor pel·lícula de parla no anglesa. Va perdre davant la pel·lícula argentina El secreto de sus ojos. Era el tercer any consecutiu que una pel·lícula israeliana era nominada per a un premi de l'Acadèmia.

## Premis
- 62è Festival Internacional de Cinema de Canes:
  - Càmera d'Or - Menció especial (Scandar Copti i Yaron Shani) (guanyadora)
- 22ns Premis del Cinema Europeu:
  - European Film Academy Discovery (nominada)
- Festival de Cinema de Jerusalem:
  - Millor llargmetratge (guanyador)
- Festival de Cinema de Londres:
  - Trofeu Sutherland
- Premi Ofir:
  - Millor pel·lícula (guanyadora)
  - Millor director (Scandar Copti i Yaron Shani) (guanyador)
  - Millor guió (Scandar Copti i Yaron Shani) (guanyador)
  - Millor música (Rabih Boukhari) (guanyadora)
  - Millor muntatge (Scandar Copti i Yaron Shani) (guanyador)
- Festival de Cinema Nits Negres de Tallinn:[6]
  - Millor pel·lícula eurasiàtica (guanyadora)
- Festival Internacional de Cinema de Tessalònica:
  - Golden Alexander (guanyador)
- Premis Oscar de 2009:
  - Oscar a la millor pel·lícula de parla no anglesa (nominada)
- Festival de Cinema Mediterrani de Montpeller[7][8]
  - Premi Antígona d'Or
- XXX edició de la Mostra de València
  - Palmera de Plata i premi al millor director.[9]